# Petr Prokop (producent)
Petr Prokop (* 30. listopadu 1977, Praha) je komunální politik, kulturní manažer a herec. V roce 2017 se stal zastupitelem městské části Praha 6 a od podzimu roku 2022 statutárním místostarostou městské části Praha 6 pro oblast správy majetku, hospodářské politiky, strategického plánování a koncepce za politické hnutí Starostové a nezávislí. Je zakládajícím členem, producentem a jedním z hlavních aktérů Divadla Vosto5, ve kterém působí od roku 1996. V roce 2019 byl jedním ze zakladatelů pražského kulturního centra Vzlet v pražských Vršovicích, kde působil do roku 2022 na pozici ředitele.

## Život
Narodil se do uměleckého prostředí manželům Michalu Prokopovi a Nině Prokopové. Své dětství strávil na Praze 6, kde dodnes žije. Vystudoval Gymnázium Nad Alejí a dále absolvoval bakalářský obor mezinárodní teritoriální studia na FSV UK v Praze. Posléze pokračoval ve studiích na katedře produkce Divadelní fakulty v Praze, které dokončil získáním magisterského titulu. Mezi lety 2008 a 2023 vyučoval na DAMU předměty týkající se divadelní sítě České republiky a řízení divadelních projektů. V období 2011 až 2016 zastával funkci proděkana pro studijní záležitosti a uměleckou činnost. Veřejně podpořil studentskou iniciativu Ne!musíš to vydržet, která otevřela téma zneužívání moci a šikany na uměleckých školách.
Během vysokoškolských studií se seznámil se svou nastávající manželkou Renatou Prokopovou (* 2. října 1980), rozenou Visnerovou, která vystudovala herectví na katedře činoherního divadla DAMU. Společně vychovávají dva syny. S celou rodinou se Prokop herecky potkal při představení Společenstvo vlastníků divadla Vosto5 v režii Jiřího Havelky.

## Politická činnost
Od roku 2016 je registrovaným příznivcem a od roku 2023 členem hnutí Starostové a nezávislí. V roce 2014 vstoupil do komunální politiky na městské části Praha 6. Ve volebním období 2018 až 2022 zastával funkci předsedy Kulturní komise Rady městské části Praha 6. V roce 2022 se stal předsedou Místní organizace STAN pro Prahu 6 a statutárním místostarostou MČ Praha 6 pro správu majetku, hospodářskou politiku, strategické plánování a koncepci.

## Umělecká a kulturní činnost

### Divadlo Vosto5
Petr Prokop je hercem a producentem Divadla Vosto5. To vzniklo v roce 1996 v učebně číslo 105 na Gymnáziu Nad alejí na Praze 6, kde společně s Davidem Kašparem a Ondřejem Cihlářem coby studenti nazkoušeli hru Apartmá v Hotelu Plaza. Od té doby má soubor na svém kontě k třiceti divadelním projektům. Původní trio zakládajících členů opustil David Kašpar, po kterém se k Prokopovi a Cihlářovi připojil režisér a herec Jiří Havelka a herci Tomáš Jeřábek a Ondřej Bauer. Za své umělecké projekty byli několikrát nominováni a oceněni. Poslední nominaci na Cenu Divadelních novin 2019/20 v kategorii Alternativní divadlo získali za projekt Sametová simulace, ve kterém rekonstruovali události konce roku 1989 v Československu. O divadelním spolku Vosto5 byla v roce 2024 publikovaná docufiction s názvem Snaha je patrná autorky Martiny Sľúkové.

## Kulturní management
V roce 2001 byl producentem doprovodného kulturního programu X. ročníku Mezinárodní protikorupční konference (Transparency International). V letech 2003, 2007 a 2011 se podílel na největší mezinárodní akci v oblasti scénografie, performance designu a divadelního prostoru Pražské Quadriennale, jehož 12. ročník vedl z pozice hlavního manažera. Výkonné produkci se věnoval například na mezinárodním divadelním festivalu 4+4 dny v pohybu. Vedl přípravy českého pavilonu a expozice na EXPO 2010 v Šanghaji. V roce 2019 společně s barokním orchestrem Collegium 1704, Kinem Pilotů a divadlem Vosto5 otevřel nové kulturní centrum Vzlet v původním, přes 100 let starém biografu, kde byl do roku 2022 ředitelem. Ve Vzletu se dále podílí na skladbě kulturního programu, který kombinuje divadlo, hudbu, výtvarné umění s programem pro rodiny s dětmi.

### Herec
Vedle kulturního managementu se věnuje herectví. Hlavní divadelní role ztvárnil například v představení Dechovka (premiéra 17. 10. 2013, režie Jiří Havelka), Pérák (premiéra 16. 10. 2011, režie Jiří Havelka) nebo Kolonizace – nový počátek (premiéra 1. 2. 2016, režie Jiří Havelka). Filmové vedlejší role ztvárnil například ve filmu Mimořádná událost (2022), Poslední závod (2022), Zátopek (2021), Mars (2018) či Lichožrouti (2016).
Společně s Ondřejem Cihlářem moderoval přímý přenos z Národního divadla koncertu Národ sobě – kultura tobě. S Ondřejem Cihlářem pravidelně moderuje od roku 2011 talkshow Kupé ve Vzletu (původně Kupé v lese).